# John Hancock
John Hancock (n. 23 ianuarie 1737, Braintree⁠(d), Cele treisprezece colonii, Regatul Marii Britanii – d. 8 octombrie 1793, Beacon Hill⁠(d), Massachusetts, SUA) a fost un comerciant, om de stat și unul dintre cei mai proeminenți patrioți ai Revoluției americane. Hancock a servit în calitate de om de stat în funcțiile de primul președinte al celui de-al doilea Congres Continental, respectiv ca întâiul guvernator al statului Massachusetts, a cărui denumire oficială este Commonwealth of Massachusetts, sau Statul (liber) asociat Massachusetts.
Semnatar al Articolelor Confederației, prima constituție a celor treisprezece colonii răsculate împotriva Angliei, John Hancock a devenit foarte cunoscut pentru semnătura sa extrem de lizibilă și stilistic aparte de pe Declarația de Independență a Statelor Unite ale Americii, pentru care a devenit un nume de marcă în istoriografia americană, astfel încât John Hancock a devenit în decursul timpului, un fel de sinonim pentru semnătura de pe un act oficial.
Înainte de Revoluția Americană, Hancock era unul dintre cei mai bogați oameni din cele treisprezece colonii, moștenind de la unchiul său o afacere profitabilă în domeniul transportului maritim. Hancock și–a început cariera politică în Boston, colonia britanică Massachusetts, ca protejat al lui Samuel Adams, un politician influent local, chiar dacă cei doi se vor îndepărta mai târziu unul de celălalt. Pe măsură ce tensiunile între coloniști și Marea Britanie se intensificau, în anii 1760, Hancock își folosea averea pentru a susține cauza coloniștilor. Devenise foarte popular în Massachusetts, în special după ce oficialitățile britanice îi capturaseră nava Liberty, în 1768, acuzându-l de contrabandă. Deși acuzațiile împotriva lui Hancock au fost abandonate în cele din urmă, neputând a fi dovedite, figura sa a fost uneori descrisă în istorie ca cea a unui contrabandist, deși acuratețea acestei caracterizări lasă foarte mult de dorit.
Hancock a fost unul dintre liderii din Boston din timpul crizei care a condus la izbucnirea Războiului de Independență în 1775. John Hancock a servit mai mult de doi ani în Congresul Continental din Philadelphia, și, în calitate de președinte al Congresului, a fost primul care a semnat Declarația de independență a Uniunii. Hancock a revenit în Massachusetts și a fost ales guvernator al Commonwealth-ului pentru aproape tot restul vieții. Hancock și–a folosit influența sa pentru a se asigura că Massachusetts va ratifica Constituția Statelor Unite din 1788.
Hancock a fost deseori privit ca o enigmă. Era un aristocrat bogat, foarte popular publicului larg dar antipatic colegilor săi. În timp ce electoratul din Massachusetts îl privea ca pe un patriot generos și ferm, votându–l în mod constant, unii dintre colegii lui politicieni l–au considerat un mediocru vanitos și frivol. Deși a fost unul din Părinții fondatori ai Statelor Unite ale Americii, Hancock nu a fost un scriitor important, politician sau lider militar. Renumele lui Hancock printre istorici a fost uneori neînsemnat, dar a fost considerat adeseori un politician eficace, care și–a folosit averea și prestigiul cu iscusință pentru a promova Revoluția Americană.

## Viață timpurie
John Hancock s-a născut în familia John Hancock Jr. și Mary Hawk Thaxter în orașul Braintree (Massachusetts), în acea parte care a apărut ulterior ca un oraș separat - Quincy. Familia Hancock a dus o viață confortabilă și a deținut un rob pentru treburile casnice. De mic copil, John sa întâlnit cu John Adams (viitorul președinte al Statelor Unite), pe care Rev. Hancock la botezat în 1734. În 1742, tatăl lui Hancock a murit, iar John sa dus sub îngrijirea unchiului său paternal, fără copii Thomas Hancock, un negustor de succes care în calitate de unul dintre cei mai bogați oameni din Massachusetts, locuia împreună cu soția sa, Lydia (născută Lydia Henchmen).
După ce a absolvit Școala Latină din Boston în 1750, John a intrat la Universitatea Harvard, care a absolvit-o în 1754. După absolvire, lucrează pentru unchiul său câștigând experiență pentru un viitor parteneriat. Din 1760 până în 1761, Hancock a trăit în Anglia, lucrând pentru a întări relațiile cu clienții și furnizorii de afaceri de construcții navale ale unchiului său. În 1763, el a devenit partener deplin. Din cauza bolii lui Unchiul John, el are un rol principal în afacere. În august 1764, Thomas Hancock moare, iar John devine stăpânul afacerii și al conacului, devenind unul dintre cei mai bogați oameni din America.

### Cazul Liberty

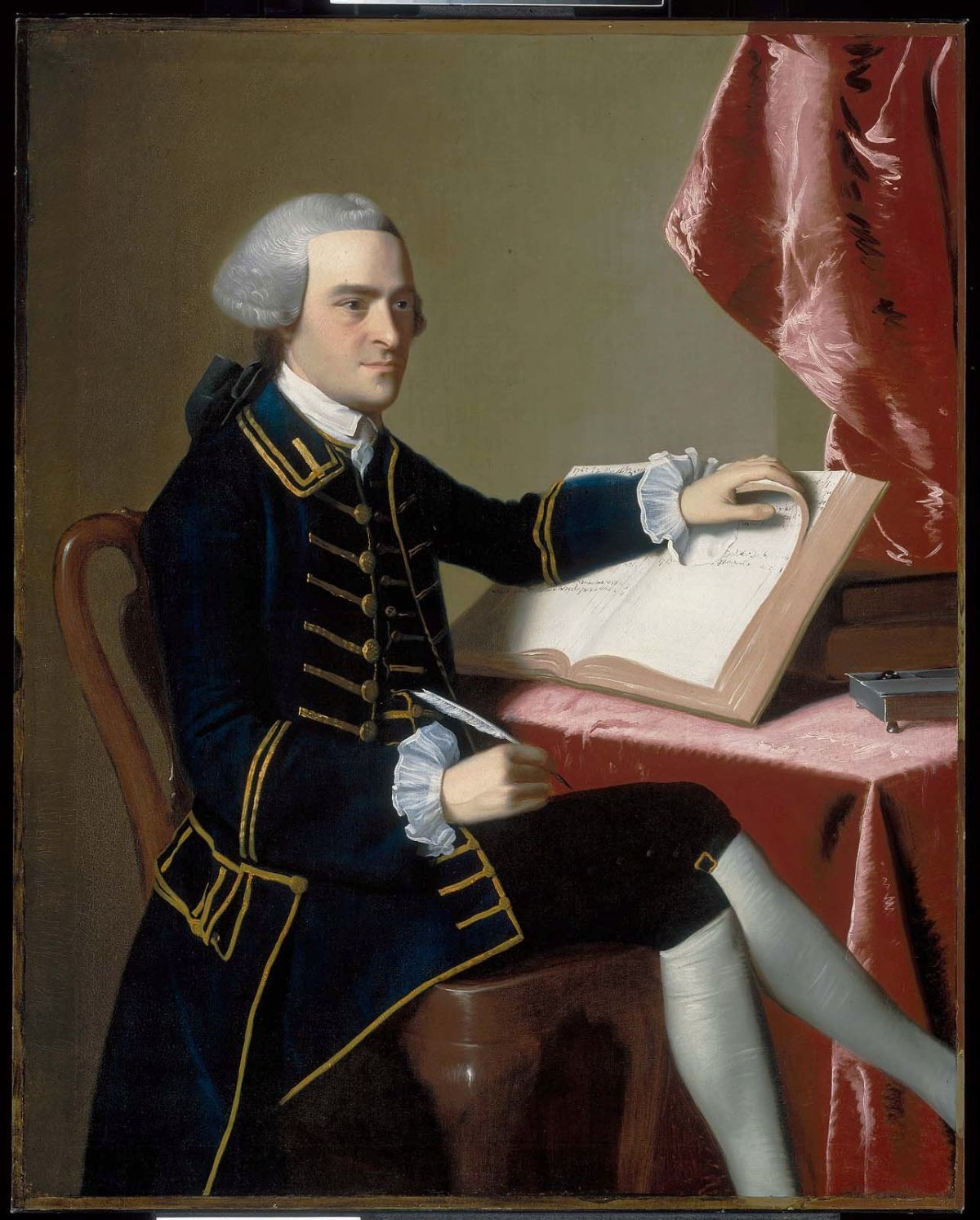
Portrait of Hancock by John Singleton Copley, c. 1765

## Președintele Congresului Continental

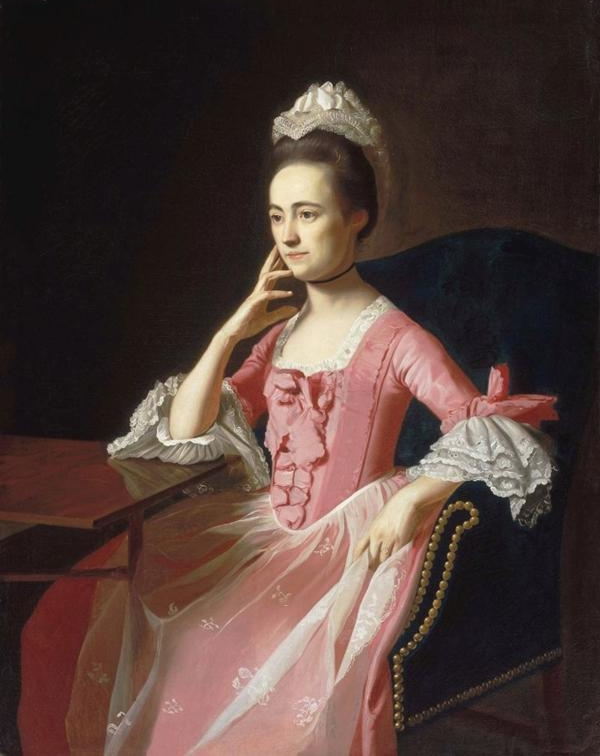
Dorothy Quincy, by John Singleton Copley, c. 1772

### Semnarea Declarație de Independență

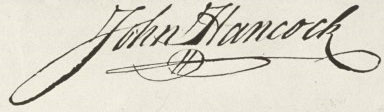
Hancock's signature as it appears on the engrossed copy of the Declaration of Independence

## Masacrul Tea Party

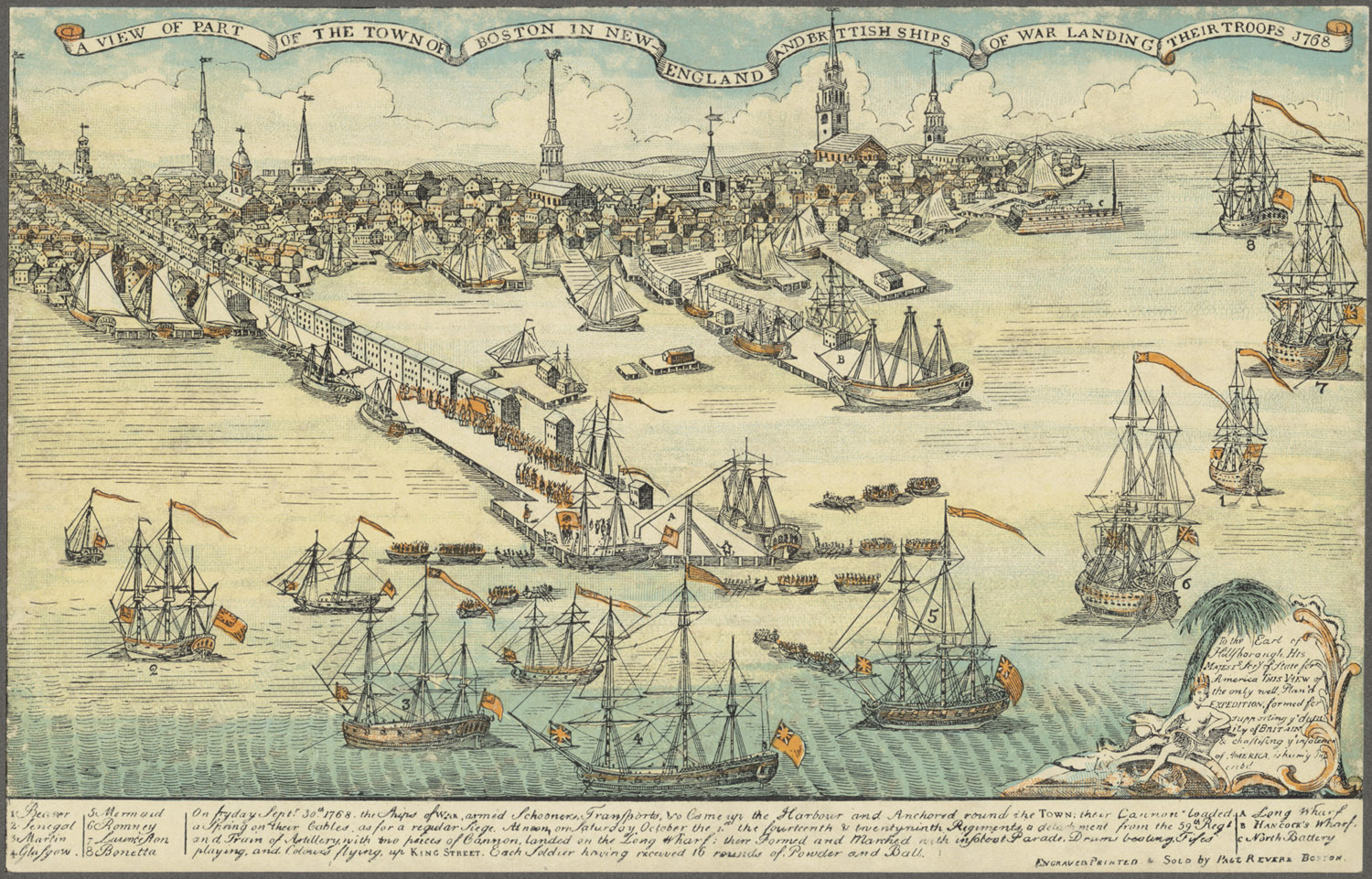
Paul Revere's 1768 engraving of British troops arriving in Boston was reprinted throughout the colonies.

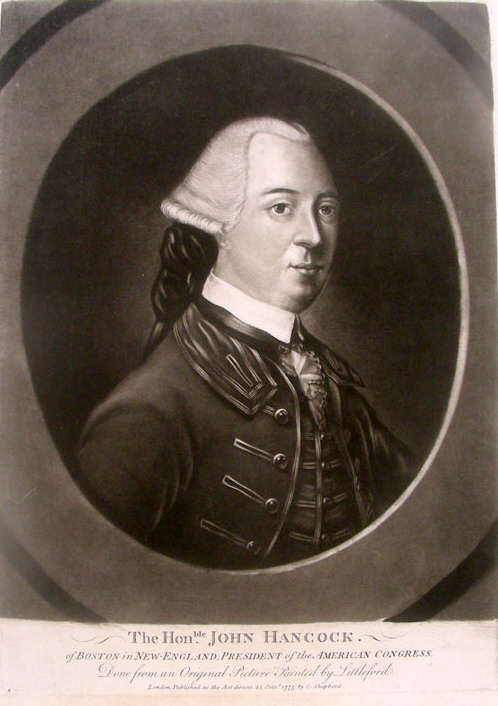
This portrait of Hancock was published in England in 1775.

S-a desfasurat la Boston atunci cand lazile cu ceai ajunse in America au fost varsate in mare.

## Reîntoarcerea în Massachusetts

In John Trumbull's famous painting The Declaration of Independence, Hancock, as presiding officer, is seated on the right as the drafting committee presents their work.

După multe întârzieri, în octombrie 1780 noua Constituție a Statului Massachusetts a intrat în vigoare. Deși nu a fost o surpriză pentru nimeni, Hancock a fost ales Guvernator de Massachusetts cu o victorie răsunătoare, câștigând peste 90% din voturi.  
Hancock a guvernat statul Massachusetts până la sfârșitul Războiului de Independență și în timpul perioadei tulbure din punct de vedere economic. Hancock nu s–a implicat foarte mult în activitatea sa de guvernator, evitând pe cât posibil problemele controversate. Conform lui William Fowler, Hancock "nu a condus niciodată cu adevarat" și "nu și–a folosit niciodată puterea pentru a se ocupa de problemele critice cu care se confrunta Commonwealth–ul".

## Anii târzii

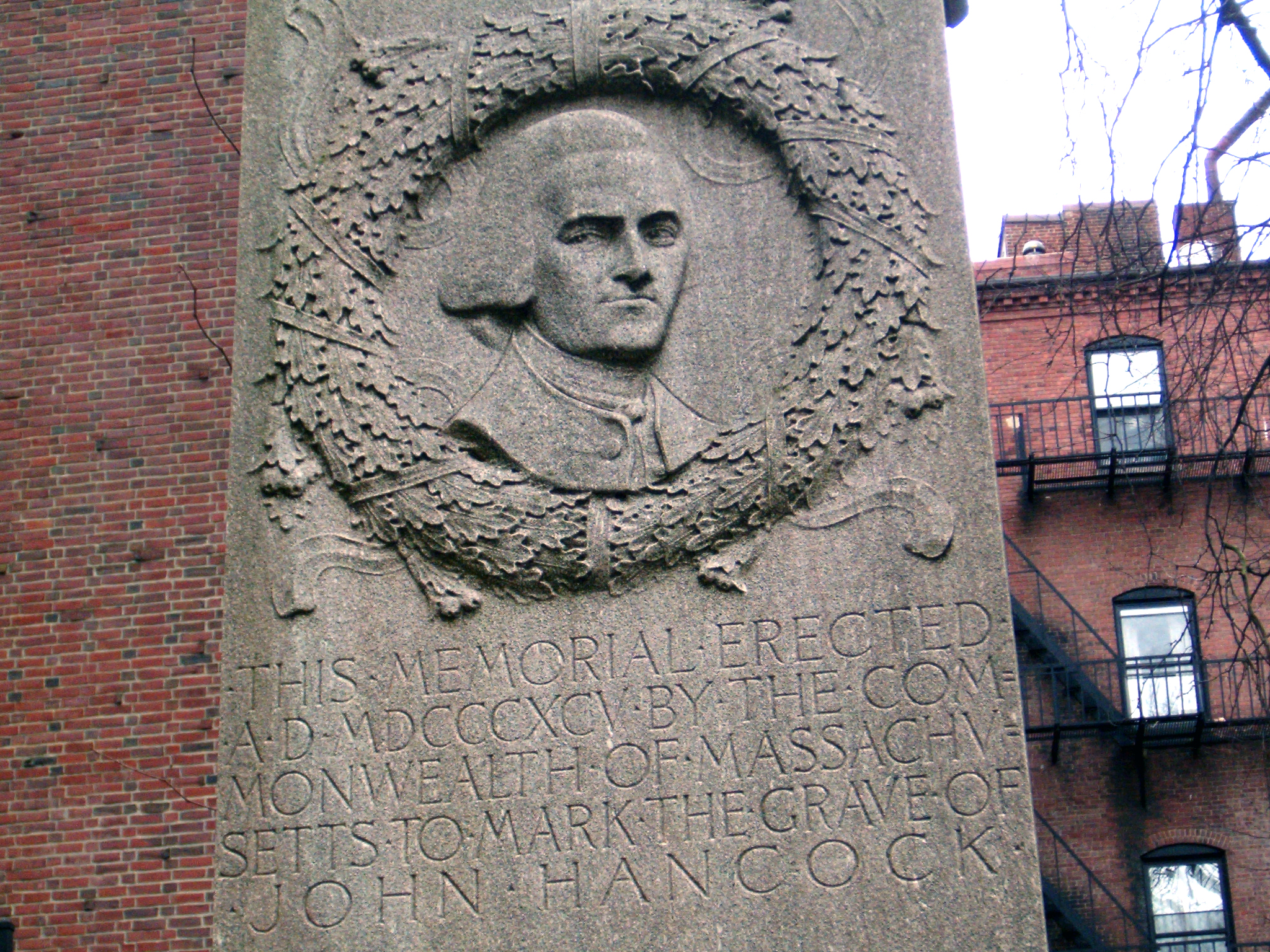
Hancock's memorial in Boston's Granary Burying Ground, erected in 1896.

## Legacy

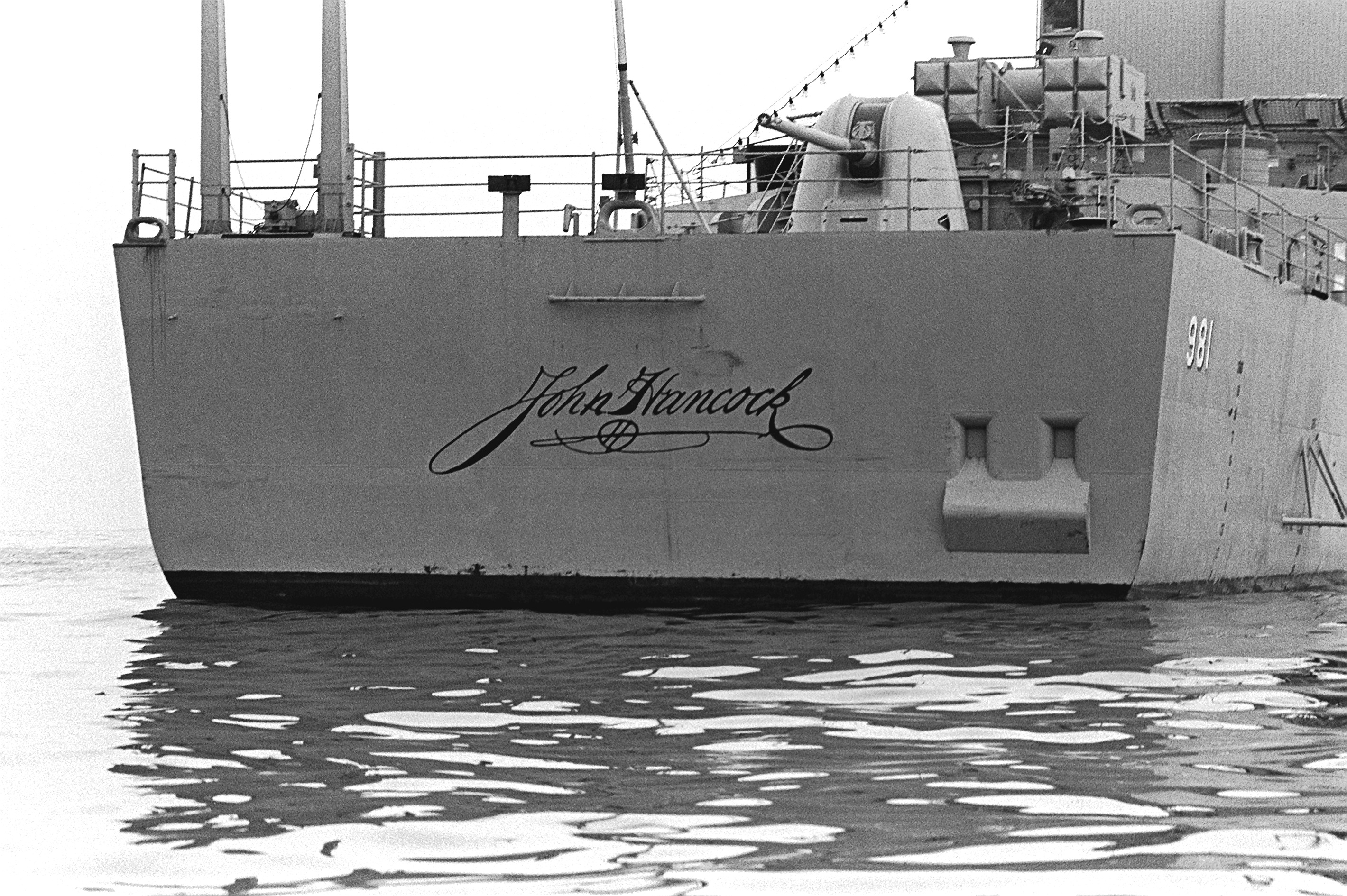
Hancock's famous signature on the stern of the destroyer USS John Hancock